# Naddennäset
Naddennäset är ett naturreservat i Surahammars kommun i Västmanlands län.
Området är naturskyddat sedan 2016 och är 123 hektar stort. Reservatet omfattar ett näs mellan Stora Nadden och Lilla Nadden. Området som tidigare varit ängsmark består av barrskog, blandskog och lövsumpskogar samt några öppna kärr och en liten mosse.